# Добрый Пастырь

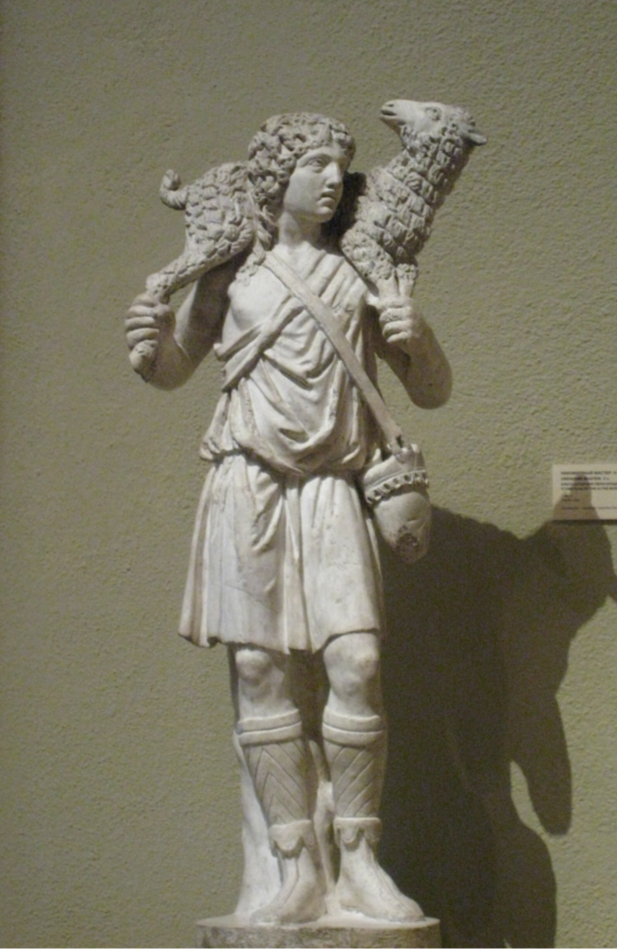
Скульптура Добрый Пастырь. IV век. Музей Пио-Кристиано, Ватикан

Добрый Пастырь (греч. ὁ ποιμὴν ὁ καλὸς, ho poimen ho kalos, лат. pastor bonus) — символическое именование и изображение Иисуса Христа, заимствованное из Ветхого Завета и повторенное Христом в Новом Завете в аллегорическом описании своей роли учителя.

## Тексты

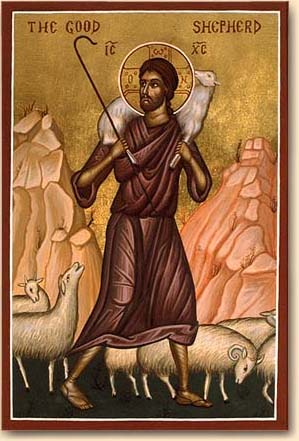
Добрый Пастырь. Икона.

### Новозаветная аллегория
Я есмь пастырь добрый: пастырь добрый полагает жизнь свою за овец.

А наемник, не пастырь, которому овцы не свои, видит приходящего волка, и оставляет овец, и бежит; и волк расхищает овец, и разгоняет их.

А наемник бежит, потому что наемник, и нерадит об овцах.

Я есмь пастырь добрый; и знаю Моих, и Мои знают Меня.

Как Отец знает Меня, так и Я знаю Отца; и жизнь Мою полагаю за овец.

Есть у Меня и другие овцы, которые не сего двора, и тех надлежит Мне привести: и они услышат голос Мой, и будет одно стадо и один Пастырь.
— Ин. 10:11-16

Также упоминается в притче о заблудшей овце у Луки (Лк. 15:3-7) и у Матфея (Мф. 18:12-14).

### В Ветхом Завете

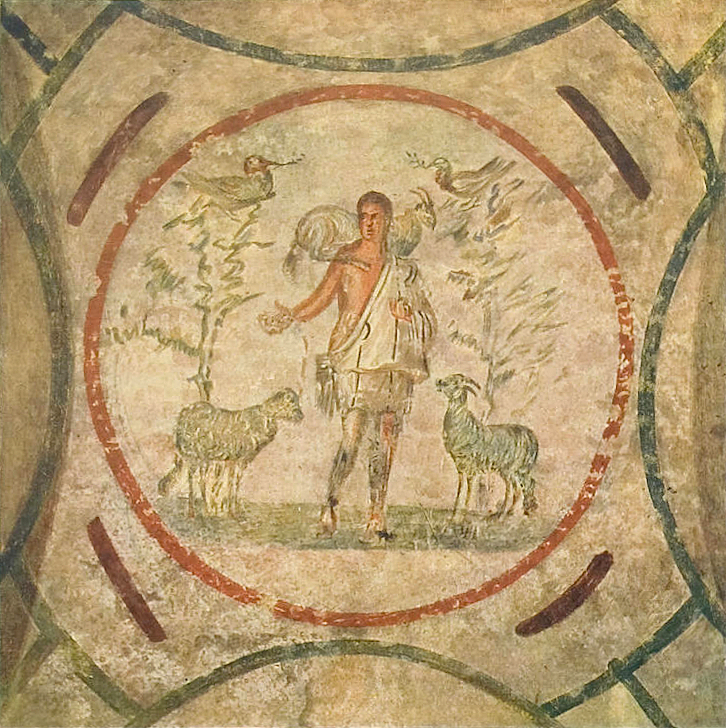
Катакомбы святого Калликста, Рим

- «Как пастух поверяет стадо своё в тот день, когда находится среди стада своего рассеянного, так Я пересмотрю овец Моих и высвобожу их из всех мест, в которые они были рассеяны в день облачный и мрачный» (Иез. 34:12)
- «Как пастырь Он будет пасти стадо Своё; агнцев будет брать на руки и носить на груди Своей, и водить дойных» (Ис. 40:11)
- «Господь — Пастырь мой; я ни в чем не буду нуждаться» (Пс. 22:1)

### Прочее
- Сочинение «Пастырь» Гермы написано во времена династии Антонинов (II век). Автор сравнивает церковь с некоей башней, строительство которой будет продолжаться до конца света. Он придерживается иудаизма строго монотеистического толка и ни слова не говорит об Иисусе. «Книга представляет собой как бы серию из пяти видений, двенадцати правил (или „мандатов“) и десяти метафор („парабол“), которые ангел покаяния в образе молодого пастуха сообщил пророку. Это „добрый пастырь“ из катакомб; но он встречается и в посвященных Гермесу писаниях как Поимандр и „пастырь людей“, где он выступает одним из символов Митры („пастуха мира“). В этом одна из причин, почему книга быстро стала столь популярной, а во многих местностях составила часть свода священных писаний». Так поступили следующие составители — Ириней Лионский, Климент Александрийский и Ориген, а также неведомый компилятор «Мураториева канона». Сочинение Гермы было включено в древнейший манускрипт Нового Завета «Синайский кодекс», составленный в конце IV в.[1]
- Климент Александрийский прилагает к Спасителю наименование пастыря разумных овец и пастыря царских овец[2]
- Аверкий, епископ Иерапольский, замечает о себе в составленной им эпитафии, что он «ученик Пастыря Агнца»[2].
- Св. Перепетуя перед мученичеством увидела во сне Пастыря Доброго, приобщающего её молоком небесной сладости[3].

## Иконография

### Описание

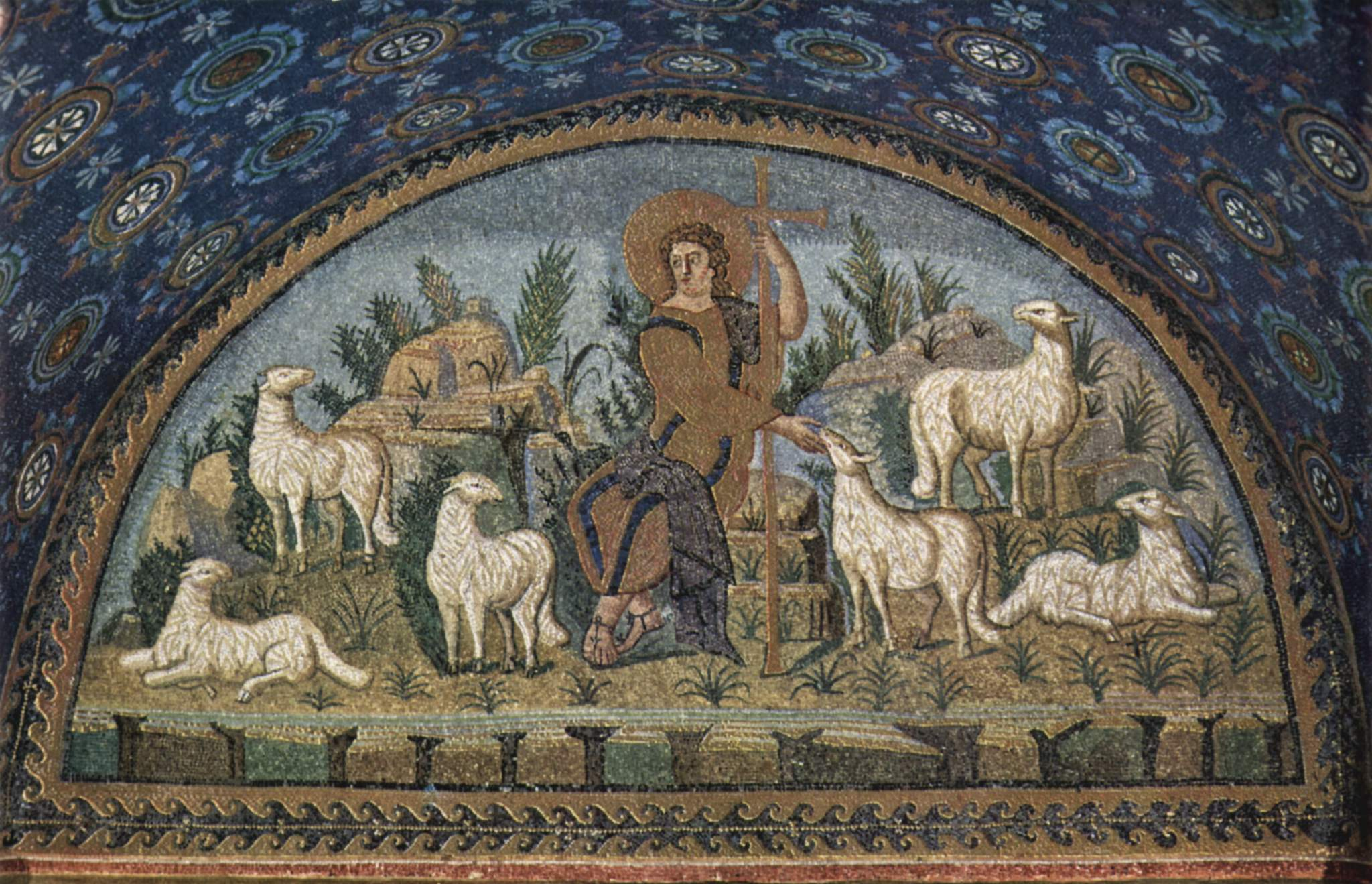
Добрый Пастырь, Мавзолей Галлы Плацидии

Данная литературная метафора стала источником для особого типа символического изображения Христа в виде безбородого юного пастуха с жезлом, окруженного пасущимися овцами, или же, согласно евангельской притче, — с заблудшей овцой, вскинутой на плечи (Лк. 15:3-7). «Овца, несомая на плечах пастыря, символизирует христианина, находящегося в надежных руках Господа».
Пастырь обычно ребёнок или безбородый юноша (согласно эллинистическому идеалу красоты), он имеет трость, посох или флейту (дудку) — традиционные пастушеские атрибуты, одет в короткую тунику, перепоясанную по чреслам, обычно с короткими волосами и правильными чертами лица. Обувь разнообразна, подчас изображен босиком. Изображение Христа как сильного и молодого юноши — намек на молодого Давида, до воцарения трудившегося пастухом, и сумевшего защитить свою паству от волков и других хищников (1Цар. 17:34-36). Иногда присутствует пастушечья собака и кувшин с молоком.
Голова Пастыря часто обнажена, изредка встречается над нею монограмма имени Иисуса Христа, сияние, «альфа» и «омега». Нимб с тремя лучами в поздних изображениях подчеркивал отождествление пастыря с Иисусом. В качестве атрибута Доброго Пастыря иногда также изображалось знамя с крестом, прикрепленное к пастушескому посоху.

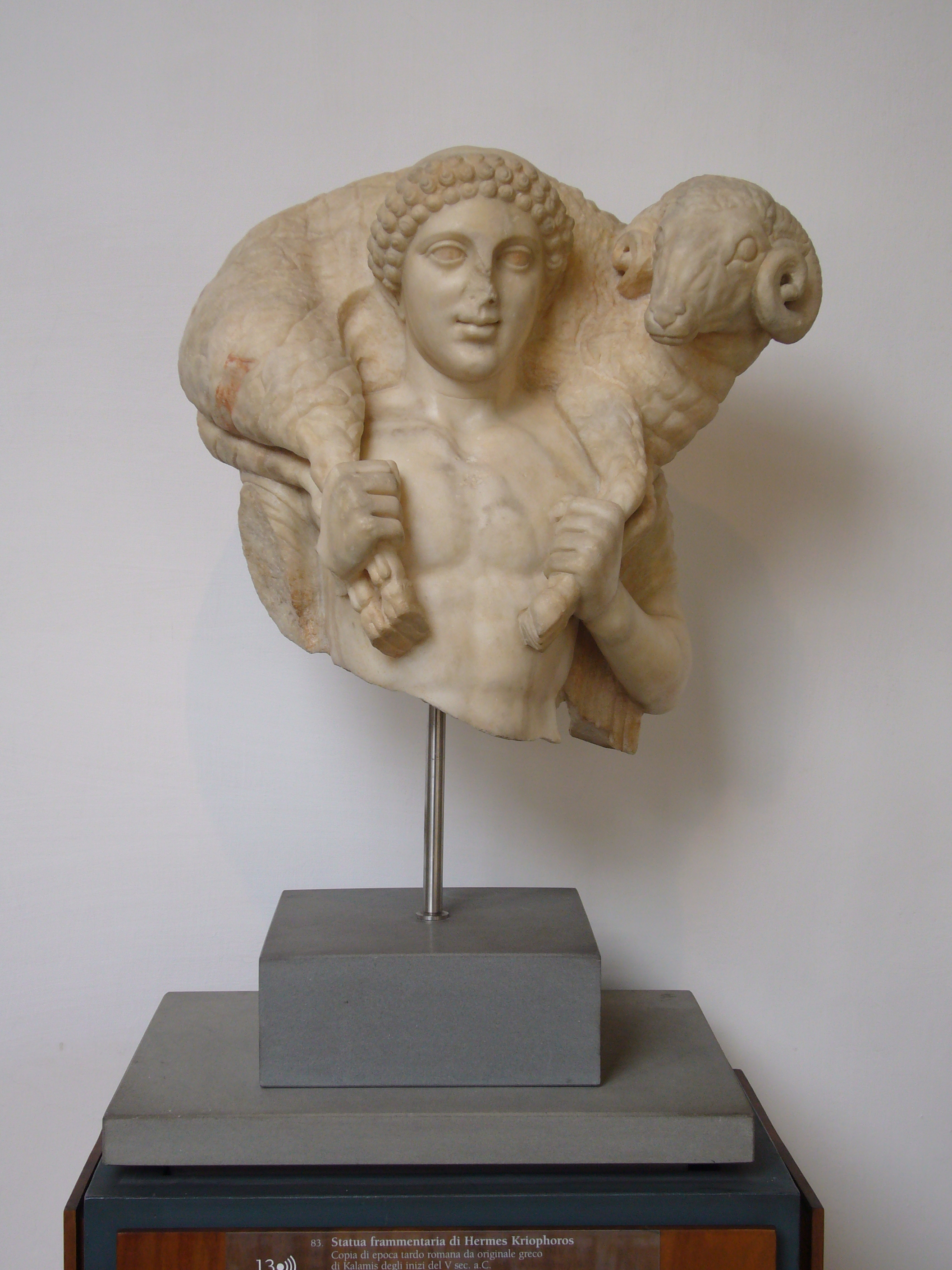
Гермес Криофор

Самыми превосходными образцами являются мраморные статуэтки ранних веков христианства, выполненные мастерами, владевшими техникой классической античной скульптуры. Также встречается в рельефах на саркофагах. Иконописные изображения крайне редки.

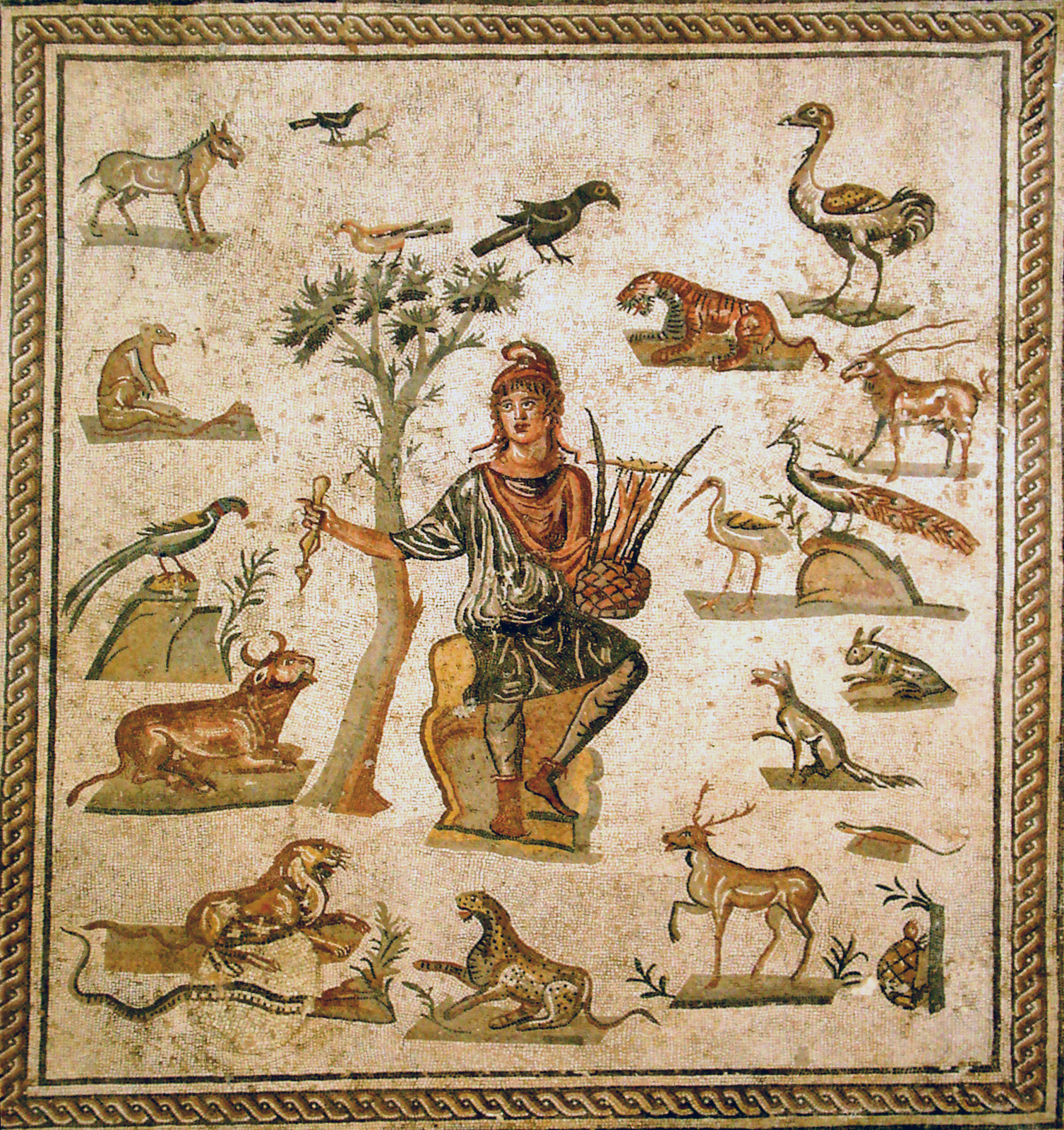
Орфей, Археологический музей Палермо, Сицилия

### Идеологическое содержание

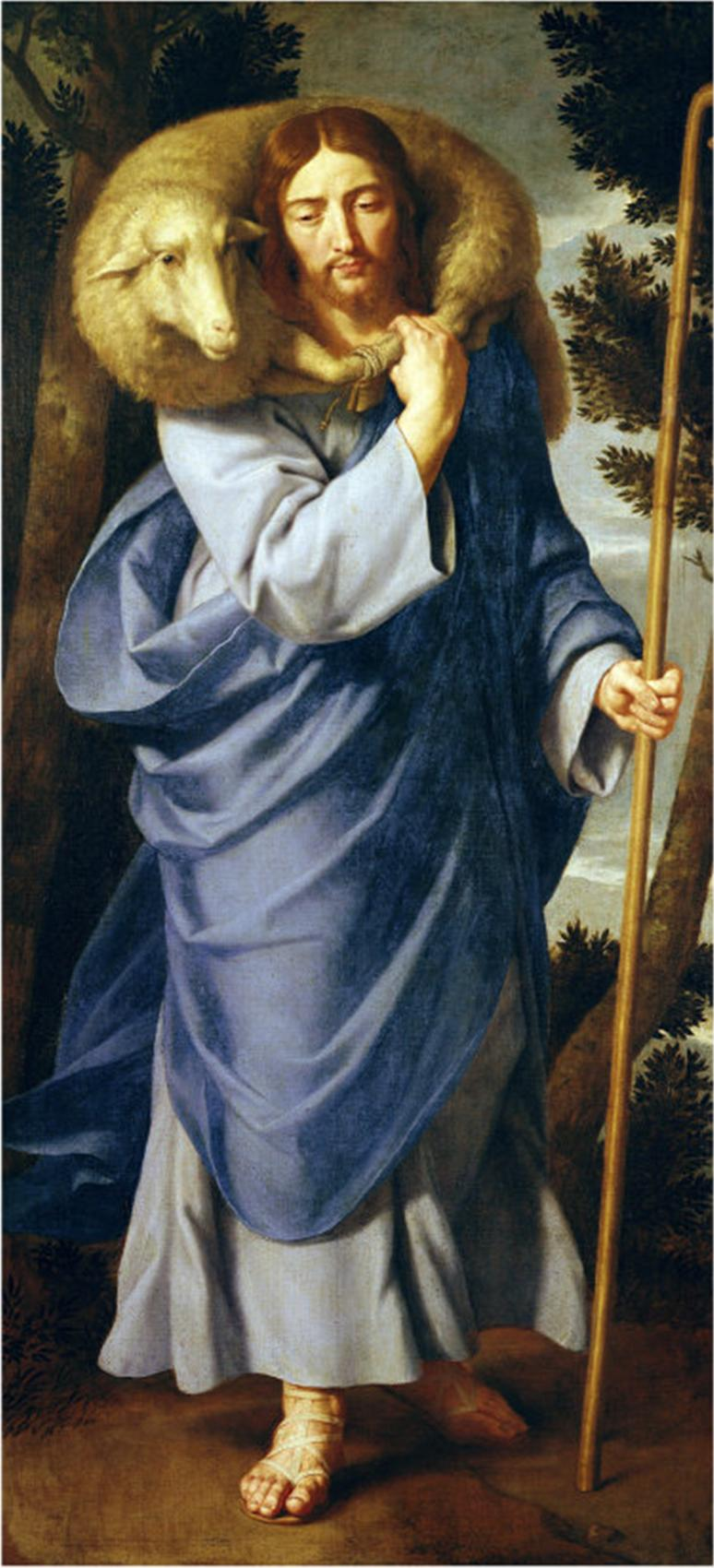
Картина Филиппа де Шампаня (XVII век) изображает Доброго Пастыря традиционно.

### Памятники и история развития иконографии

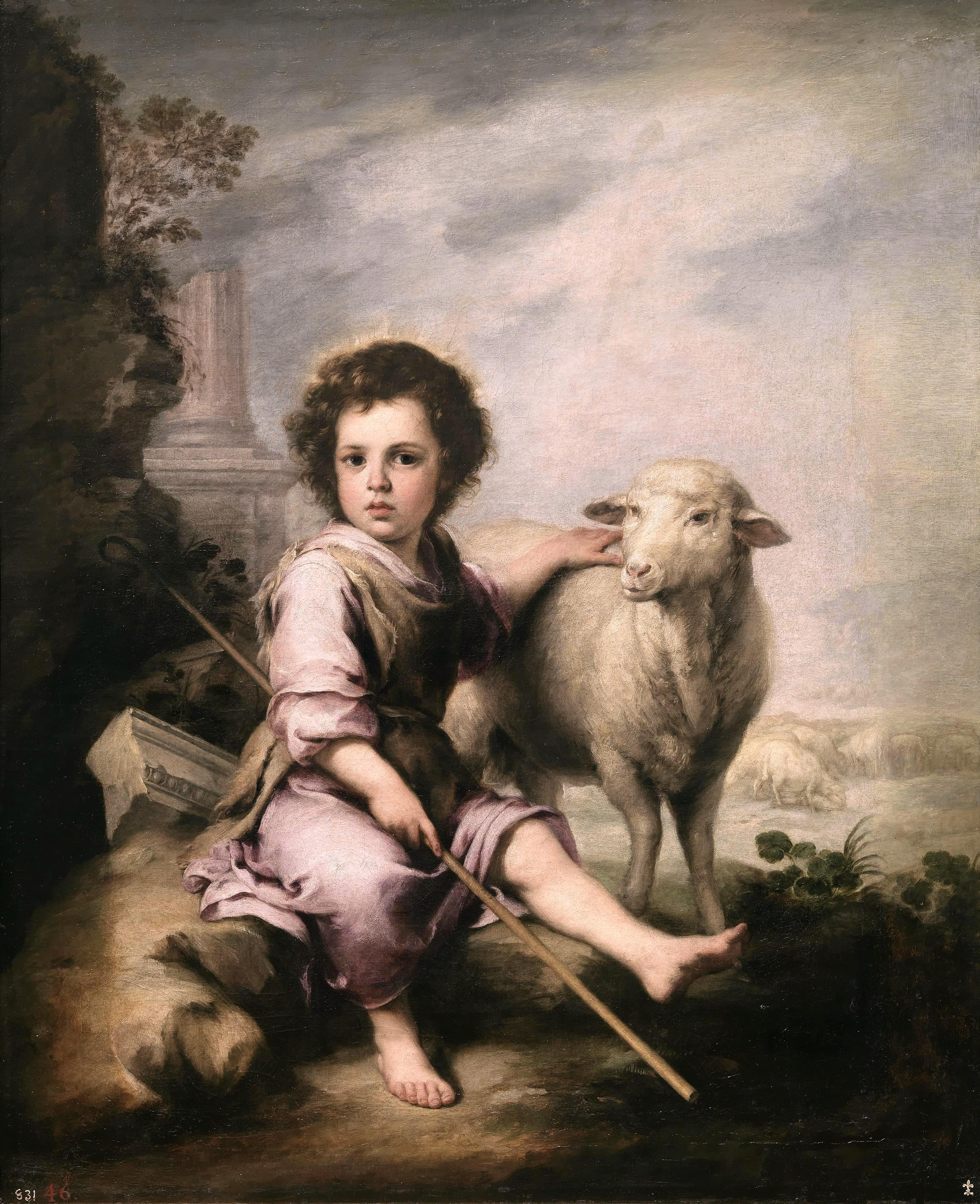
Картина Мурильо (ок. 1650) изображает Спасителя в образе маленького ребёнка, согласно одному из вариантов иконографии

## В музыке

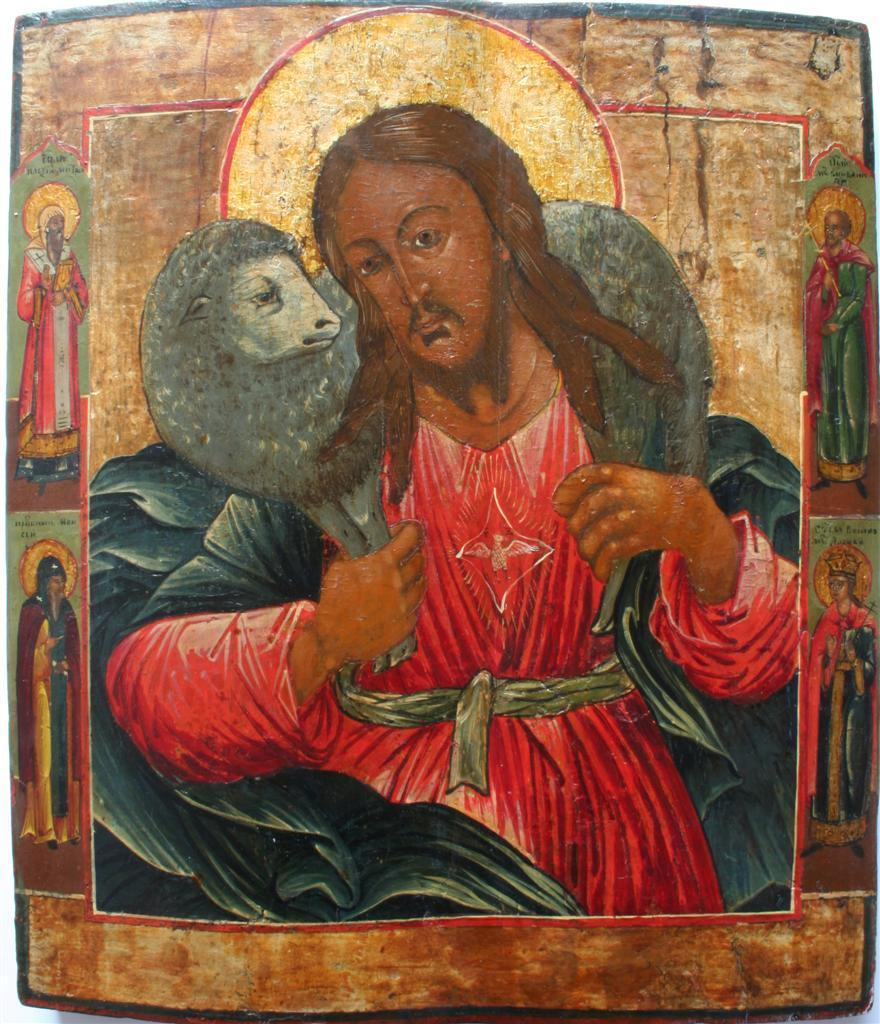
Добрый Пастырь. Русская икона. XIX век. Нидерланды, частное собрание